# Expektorans
Expektorans (množné číslo expektorancia) je léčivo nebo rostlinná droga, které podporuje uvolnění a odstranění hlenu z dýchací soustavy (podporuje vykašlávání). V případě rostlinných drog se jedná např. o výtažky z lékořice, eukalyptu či divizny.
Expektorancia je heterogenní skupina léčiv, která usnadní odstranění vazkého sputa z dýchacích cest. Podání je většinou p.o. či inhalačně. Indikujeme je při nemoci z nachlazení, cystické fibróze. Dle mechanizmu je dělíme na: mukolytika, sekretolytika a sekretomotorika.

## Mukolytika
Snižují vazkost hlenu zásahem do fyzikálně-chemických vlastností.
Zástupci:
- N-acetylcystein – způsobuje mukolýzu redukcí disulfidických můstků, sníží viskozitu (již za 10–15 min po inhalaci). Jsou inhibitorem proteáz, scavangerem radikálů, dodává –SH (antidotum paracetamolu).
- Ambroxol – má mukolytické i sekretomotorické účinky, vzniká jako metabolit bromhexinu. Ojediněle nežádoucí účinky postihující GIT. Podávají se p.o., parenterálně i inhalačně.
- Bromhexin – p.o., parenterálně i inhalačně, může mít nežádoucí účinky postihující GIT, tudíž je nevhodný u žaludečních vředů.

## Sekretolytika
Jsou to expektorancia stimulující činnost bronchiálních žlázek. Zvyšují produkci hlenu v dýchacích cestách a snižují viskozitu hlenu.

## Sekretomotorika
Usnadňují transport hlenu aktivováním řasinkového epitelu.
Zástupci:
- eucalypti etheroleum;
- menthae piperitae etheroleum;
- pini pumilionis etheroleum.